# Gnomeo i Julia (ścieżka dźwiękowa)
Gnomeo & Juliet – ścieżka dźwiękowa do filmu animowanego Gnomeo i Julia wydana 8 lutego 2011 roku. Zawiera utwory śpiewane przez Eltona Johna, Nelly Furtado i Kiki Dee, oraz muzykę skomponowaną przez Chrisa P. Bacona i Jamesa Newtona Howarda. Piosenka "Hello, Hello" na ścieżce dźwiękowej pojawia się tylko w wykonaniu Eltona Johna, choć w samym filmie wykorzystana jest wersja śpiewana w duecie z Lady Gagą. 4 maja 2011 piosenka w ich wspólnym wykonaniu wyciekła do internetu.

## Utwory[2]
1. "Hello, Hello" – Elton John & Lady Gaga
2. "Crocodile Rock" – Nelly Furtado & Elton John
3. "Saturday Night’s Alright For Fighting" – Elton John
4. "Don't Go Breaking My Heart" – Elton John & Kiki Dee
5. "Love Builds a Garden" – Elton John
6. "Your Song" – Elton John
7. "Rocket Man" – Elton John
8. "Tiny Dancer" – Elton John
9. "Bennie and the Jets" – Elton John
10. "Gnomeo & Juliet" – Chris P. Bacon and James Newton Howard
11. "Dandelions" – Chris P. Bacon and James Newton Howard
12. "Bennie and the Bunnies" – Chris P. Bacon and James Newton Howard
13. "Terrafirminator" – Chris P. Bacon and James Newton Howard
14. "The Tiki Tiki Tiki Room" – Wally Boag, Thurl Ravenscroft, Fulton Burley & The Mellomen